# Paralichthys
Genre
Paralichthys est un genre de poissons plats de la famille des Paralichthyidae.

## Liste des espèces
- Paralichthys adspersus (Steindachner, 1867)
- Paralichthys aestuarius (Gilbert & Scofield, 1898) - Cardeau alabate
- Paralichthys albigutta (Jordan & Gilbert, 1882) - Cardeau trois yeux
- Paralichthys brasiliensis (Ranzani, 1842) - Cardeau brésilien
- Paralichthys californicus (Ayres, 1859) - Cardeau californien
- Paralichthys coeruleosticta Steindachner, 1898
- Paralichthys delfini Pequeño & Plaza, 1987
- Paralichthys dentatus (Linnaeus, 1766) - Cardeau d'été, plie
- Paralichthys fernandezianus Steindachner, 1903
- Paralichthys hilgendorfii Steindachner, 1903
- Paralichthys isosceles Jordan, 1891
- Paralichthys lethostigma (Jordan & Gilbert, 1884) - Cardeau de Floride
- Paralichthys microps (Günther, 1881)
- Paralichthys olivaceus (Temminck & Schlegel, 1846) - Cardeau hirame
- Paralichthys orbignyanus (Valenciennes, 1842)
- Paralichthys patagonicus (Jordan in Jordan and Goss, 1889) - Cardeau patagonien
- Paralichthys schmitti Ginsburg, 1933
- Paralichthys squamilentus Jordan & Gilbert, 1882
- Paralichthys triocellatus Miranda-Ribeiro, 1903
- Paralichthys tropicus (Ginsburg, 1933) - Cardeau tropical
- Paralichthys woolmani (Jordan & Williams in Gilbert, 1897) - Cardeau huarache